# Irene Geis
Irene Bluthenthal Geis (sinh ngày 6 tháng 2 năm 1938) là nhà báo, nhà văn, dẫn chương trình truyền hình, biên tập viên người Chile, biết đến là người dẫn chương trình Emisión Cero trên kênh Canal 9 trong suốt thập niên 60, chương trình Contrapunto và chương trình Aire Libre trong đầu thập niên 70.

## Tiểu sử
Cha mẹ bà người Do Thái gốc Đức. Geis sinh ra ở Đức và di cư sang Chile cùng gia đình vào năm 1939. Năm 1977, bà lại trở về Chile năm 1977 sau khi lánh sang Argentina khi chính quyền Chile bị đảo chính năm 1973.
Bà học ngành nhà báo tại trường Đại học Chile. Sựn nghiệp bắt đầu khi bà tham gia làm tại toàn soạn La Tercera. Khi làm biên tập viên ở đó, và đã đóng góp cho tạp chí 7 Días từ ngày 26 tháng 3 năm 1965 đến ngày 9 tháng 1 năm 1967 và tạp chí Pluma y Pincel, để trở thành giám đốc nhật báo Fortín Mapocho. Trong sự nghiệp chuyên nghiệp của mình, bà nhận được nhiều danh hiệu vì đã đóng góp cho ngành báo chí, trong số đó có Giải thưởng Lenka Franulic năm 1967 và Giải thưởng Hội thảo thập niên 1960 của tổ chức Casa de las Américas.
Trong lĩnh vực văn học, tác phẩm đầu tiên của Geis được xuất bản năm 1984 với tựa đề Exiliario, một cuốn sách tổng hợp 11 truyện ngắn của bà. Năm 1996, bà xuất bản cuốn tiểu thuyết đầu tiên của mình mang tên Copa de vinagre và nhận nhiều ý kiến trái chiều.
Trong lĩnh vực giảng dạy, Geis là giáo sư và giám đốc trường báo chí tại Đại học Concepción vào đầu thập niên 70. Từ thập niên 90, bà cũng là giáo sư và giám đốc Học viện Nhân văn Cơ đốc giáo. Ngoài ra, năm 1998, bà là giáo sư tại trường Báo chí thuộc Đại học Chile.

## Tác phẩm

### Viễn tưởng
- Exiliario (1984)
- Copa de vinagre (1996)
- Como un pájaro sin luz (2004)
- La pasión de Torquemada (2012)

### Học vấn
- "Los hilos invisibles del deporte": uso ideológico del acontecimiento deportivo en dos diarios de circulación nacional, 1973–1988